# شربت مالت جو

افزودن شربت مالت به آرد برای درست کردن نان بیگل

شربت مالت جو (انگلیسی: Barley malt syrup) به شربت یا عصاره‌ای گفته می‌شود که از مالت (خوراکی) و جو (گیاه) ساخته می‌شود. مواد آن ۶۵ درصد مالتوز، ۳۰ درصد کربوهیدرات و ۳ درصد پروتئین است. رنگ آن قهوه‌ای تیره بوده و غلیط و چسبناک است. شیرینی شربت مالت جو به اندازه نیمی از شیرینی شکر سفید تصفیه شده‌است.